# Danh sách tiểu hành tinh: 10401–10500
| Tên                    | Tên đầu tiên | Ngày phát hiện       | Nơi phát hiện                      | Người phát hiện                                        |
| ---------------------- | ------------ | -------------------- | ---------------------------------- | ------------------------------------------------------ |
| 10401 -                | 1997 VD3     | 6 tháng 11 năm 1997  | Oizumi                             | T. Kobayashi                                           |
| 10402 -                | 1997 VS5     | 8 tháng 11 năm 1997  | Oizumi                             | T. Kobayashi                                           |
| 10403 Marcelgrün       | 1997 WU3     | 22 tháng 11 năm 1997 | Kleť                               | J. Tichá, M. Tichý                                     |
| 10404 McCall           | 1997 WP14    | 22 tháng 11 năm 1997 | Kitt Peak                          | Spacewatch                                             |
| 10405 Yoshiaki         | 1997 WT23    | 19 tháng 11 năm 1997 | Nanyo                              | T. Okuni                                               |
| 10406 -                | 1997 WZ29    | 24 tháng 11 năm 1997 | Kushiro                            | S. Ueda, H. Kaneda                                     |
| 10407 -                | 1997 WS32    | 29 tháng 11 năm 1997 | Socorro                            | LINEAR                                                 |
| 10408 -                | 1997 WL44    | 29 tháng 11 năm 1997 | Socorro                            | LINEAR                                                 |
| 10409 -                | 1997 WP44    | 29 tháng 11 năm 1997 | Socorro                            | LINEAR                                                 |
| 10410 -                | 1997 XR9     | 4 tháng 12 năm 1997  | Xinglong                           | Chương trình tiểu hành tinh Bắc Kinh Schmidt CCD       |
| 10411 -                | 1997 XO11    | 15 tháng 12 năm 1997 | Xinglong                           | Beijing Schmidt CCD Asteroid Program                   |
| 10412 Tsukuyomi        | 1997 YO4     | 21 tháng 12 năm 1997 | Nachi-Katsuura                     | Y. Shimizu, T. Urata                                   |
| 10413 Pansecchi        | 1997 YG20    | 29 tháng 12 năm 1997 | Bologna                            | Osservatorio San Vittore                               |
| 10414 -                | 1998 QJ37    | 17 tháng 8 năm 1998  | Socorro                            | LINEAR                                                 |
| 10415 Mali Lošinj      | 1998 UT15    | 23 tháng 10 năm 1998 | Đài thiên văn Zvjezdarnica Višnjan | K. Korlević                                            |
| 10416 Kottler          | 1998 VA32    | 14 tháng 11 năm 1998 | Socorro                            | LINEAR                                                 |
| 10417 -                | 1998 WA23    | 18 tháng 11 năm 1998 | Socorro                            | LINEAR                                                 |
| 10418 -                | 1998 WZ23    | 25 tháng 11 năm 1998 | Socorro                            | LINEAR                                                 |
| 10419 -                | 1998 XB4     | 11 tháng 12 năm 1998 | Oizumi                             | T. Kobayashi                                           |
| 10420 -                | 1998 YB12    | 27 tháng 12 năm 1998 | Oizumi                             | T. Kobayashi                                           |
| 10421 Dalmatin         | 1999 AY6     | 9 tháng 1 năm 1999   | Đài thiên văn Zvjezdarnica Višnjan | K. Korlević                                            |
| 10422 -                | 1999 AN22    | 14 tháng 1 năm 1999  | Xinglong                           | Chương trình tiểu hành tinh Bắc Kinh Schmidt CCD       |
| 10423 Dajčić           | 1999 BB      | 16 tháng 1 năm 1999  | Đài thiên văn Zvjezdarnica Višnjan | K. Korlević                                            |
| 10424 Gaillard         | 1999 BD5     | 20 tháng 1 năm 1999  | Caussols                           | ODAS                                                   |
| 10425 Landfermann      | 1999 BE6     | 20 tháng 1 năm 1999  | Caussols                           | ODAS                                                   |
| 10426 Charlierouse     | 1999 BB27    | 16 tháng 1 năm 1999  | Kitt Peak                          | Spacewatch                                             |
| 10427 Klinkenberg      | 2017 P-L     | 24 tháng 9 năm 1960  | Palomar                            | C. J. van Houten, I. van Houten-Groeneveld, T. Gehrels |
| 10428 Wanders          | 2073 P-L     | 24 tháng 9 năm 1960  | Palomar                            | C. J. van Houten, I. van Houten-Groeneveld, T. Gehrels |
| 10429 van Woerden      | 2546 P-L     | 24 tháng 9 năm 1960  | Palomar                            | C. J. van Houten, I. van Houten-Groeneveld, T. Gehrels |
| 10430 Martschmidt      | 4030 P-L     | 24 tháng 9 năm 1960  | Palomar                            | C. J. van Houten, I. van Houten-Groeneveld, T. Gehrels |
| 10431 Pottasch         | 4042 P-L     | 24 tháng 9 năm 1960  | Palomar                            | C. J. van Houten, I. van Houten-Groeneveld, T. Gehrels |
| 10432 Ullischwarz      | 4623 P-L     | 24 tháng 9 năm 1960  | Palomar                            | C. J. van Houten, I. van Houten-Groeneveld, T. Gehrels |
| 10433 Ponsen           | 4716 P-L     | 24 tháng 9 năm 1960  | Palomar                            | C. J. van Houten, I. van Houten-Groeneveld, T. Gehrels |
| 10434 Tinbergen        | 4722 P-L     | 24 tháng 9 năm 1960  | Palomar                            | C. J. van Houten, I. van Houten-Groeneveld, T. Gehrels |
| 10435 Tjeerd           | 6064 P-L     | 24 tháng 9 năm 1960  | Palomar                            | C. J. van Houten, I. van Houten-Groeneveld, T. Gehrels |
| 10436 Janwillempel     | 6073 P-L     | 24 tháng 9 năm 1960  | Palomar                            | C. J. van Houten, I. van Houten-Groeneveld, T. Gehrels |
| 10437 van der Kruit    | 6085 P-L     | 24 tháng 9 năm 1960  | Palomar                            | C. J. van Houten, I. van Houten-Groeneveld, T. Gehrels |
| 10438 Ludolph          | 6615 P-L     | 24 tháng 9 năm 1960  | Palomar                            | C. J. van Houten, I. van Houten-Groeneveld, T. Gehrels |
| 10439 van Schooten     | 6676 P-L     | 24 tháng 9 năm 1960  | Palomar                            | C. J. van Houten, I. van Houten-Groeneveld, T. Gehrels |
| 10440 van Swinden      | 7636 P-L     | 17 tháng 10 năm 1960 | Palomar                            | C. J. van Houten, I. van Houten-Groeneveld, T. Gehrels |
| 10441 van Rijckevorsel | 9076 P-L     | 17 tháng 10 năm 1960 | Palomar                            | C. J. van Houten, I. van Houten-Groeneveld, T. Gehrels |
| 10442 Biezenzo         | 4062 T-1     | 26 tháng 3 năm 1971  | Palomar                            | C. J. van Houten, I. van Houten-Groeneveld, T. Gehrels |
| 10443 van der Pol      | 1045 T-2     | 29 tháng 9 năm 1973  | Palomar                            | C. J. van Houten, I. van Houten-Groeneveld, T. Gehrels |
| 10444 de Hevesy        | 3290 T-2     | 30 tháng 9 năm 1973  | Palomar                            | C. J. van Houten, I. van Houten-Groeneveld, T. Gehrels |
| 10445 Coster           | 4090 T-2     | 29 tháng 9 năm 1973  | Palomar                            | C. J. van Houten, I. van Houten-Groeneveld, T. Gehrels |
| 10446 Siegbahn         | 3006 T-3     | 16 tháng 10 năm 1977 | Palomar                            | C. J. van Houten, I. van Houten-Groeneveld, T. Gehrels |
| 10447 Bloembergen      | 3357 T-3     | 16 tháng 10 năm 1977 | Palomar                            | C. J. van Houten, I. van Houten-Groeneveld, T. Gehrels |
| 10448 Schawlow         | 4314 T-3     | 16 tháng 10 năm 1977 | Palomar                            | C. J. van Houten, I. van Houten-Groeneveld, T. Gehrels |
| 10449 Takuma           | 1936 UD      | 16 tháng 10 năm 1936 | Nice                               | M. Laugier                                             |
| 10450 Girard           | 1967 JQ      | 6 tháng 5 năm 1967   | El Leoncito                        | C. U. Cesco, A. R. Klemola                             |
| 10451 -                | 1975 SE      | 28 tháng 9 năm 1975  | Anderson Mesa                      | H. L. Giclas                                           |
| 10452 Zuev             | 1976 SQ7     | 25 tháng 9 năm 1976  | Nauchnij                           | N. S. Chernykh                                         |
| 10453 Banzan           | 1977 DY3     | 18 tháng 2 năm 1977  | Kiso                               | H. Kosai, K. Hurukawa                                  |
| 10454 Vallenar         | 1978 NY      | 9 tháng 7 năm 1978   | La Silla                           | H.-E. Schuster                                         |
| 10455 Donnison         | 1978 NU3     | 9 tháng 7 năm 1978   | Mount Stromlo                      | C.-I. Lagerkvist                                       |
| 10456 Anechka          | 1978 PS2     | 8 tháng 8 năm 1978   | Nauchnij                           | N. S. Chernykh                                         |
| 10457 Suminov          | 1978 QE2     | 31 tháng 8 năm 1978  | Nauchnij                           | N. S. Chernykh                                         |
| 10458 Sfranke          | 1978 RM7     | 2 tháng 9 năm 1978   | La Silla                           | C.-I. Lagerkvist                                       |
| 10459 Vladichaika      | 1978 SJ5     | 27 tháng 9 năm 1978  | Nauchnij                           | L. I. Chernykh                                         |
| 10460 -                | 1978 VK8     | 7 tháng 11 năm 1978  | Palomar                            | E. F. Helin, S. J. Bus                                 |
| 10461 -                | 1978 XU      | 6 tháng 12 năm 1978  | Palomar                            | E. Bowell, A. Warnock                                  |
| 10462 -                | 1979 KM      | 19 tháng 5 năm 1979  | La Silla                           | R. M. West                                             |
| 10463 -                | 1979 MB9     | 25 tháng 6 năm 1979  | Siding Spring                      | E. F. Helin, S. J. Bus                                 |
| 10464 Jessie           | 1979 SC      | 17 tháng 9 năm 1979  | Harvard                            | Harvard                                                |
| 10465 -                | 1980 WE5     | 29 tháng 11 năm 1980 | Palomar                            | S. J. Bus                                              |
| 10466 -                | 1981 ET7     | 1 tháng 3 năm 1981   | Siding Spring                      | S. J. Bus                                              |
| 10467 -                | 1981 EZ7     | 1 tháng 3 năm 1981   | Siding Spring                      | S. J. Bus                                              |
| 10468 -                | 1981 EH9     | 1 tháng 3 năm 1981   | Siding Spring                      | S. J. Bus                                              |
| 10469 -                | 1981 EE14    | 1 tháng 3 năm 1981   | Siding Spring                      | S. J. Bus                                              |
| 10470 -                | 1981 EW18    | 2 tháng 3 năm 1981   | Siding Spring                      | S. J. Bus                                              |
| 10471 -                | 1981 EH20    | 2 tháng 3 năm 1981   | Siding Spring                      | S. J. Bus                                              |
| 10472 -                | 1981 EO20    | 2 tháng 3 năm 1981   | Siding Spring                      | S. J. Bus                                              |
| 10473 -                | 1981 EL21    | 2 tháng 3 năm 1981   | Siding Spring                      | S. J. Bus                                              |
| 10474 -                | 1981 EJ23    | 3 tháng 3 năm 1981   | Siding Spring                      | S. J. Bus                                              |
| 10475 -                | 1981 EX28    | 1 tháng 3 năm 1981   | Siding Spring                      | S. J. Bus                                              |
| 10476 -                | 1981 EY38    | 2 tháng 3 năm 1981   | Siding Spring                      | S. J. Bus                                              |
| 10477 -                | 1981 ET41    | 2 tháng 3 năm 1981   | Siding Spring                      | S. J. Bus                                              |
| 10478 Alsabti          | 1981 WO      | 24 tháng 11 năm 1981 | Anderson Mesa                      | E. Bowell                                              |
| 10479 Yiqunchen        | 1982 HJ      | 18 tháng 4 năm 1982  | Anderson Mesa                      | M. Watt                                                |
| 10480 Jennyblue        | 1982 JB2     | 15 tháng 5 năm 1982  | Palomar                            | Palomar                                                |
| 10481 Esipov           | 1982 QK3     | 23 tháng 8 năm 1982  | Nauchnij                           | N. S. Chernykh                                         |
| 10482 Dangrieser       | 1983 RG2     | 14 tháng 9 năm 1983  | Anderson Mesa                      | E. Bowell                                              |
| 10483 Tomburns         | 1983 RP2     | 4 tháng 9 năm 1983   | Anderson Mesa                      | E. Bowell                                              |
| 10484 Hecht            | 1983 WM      | 28 tháng 11 năm 1983 | Anderson Mesa                      | E. Bowell                                              |
| 10485 -                | 1984 SY5     | 21 tháng 9 năm 1984  | La Silla                           | H. Debehogne                                           |
| 10486 -                | 1985 CS2     | 15 tháng 2 năm 1985  | La Silla                           | H. Debehogne                                           |
| 10487 Danpeterson      | 1985 GP1     | 14 tháng 4 năm 1985  | Palomar                            | C. S. Shoemaker, E. M. Shoemaker                       |
| 10488 -                | 1985 RS1     | 12 tháng 9 năm 1985  | Đài thiên văn Zimmerwald           | P. Wild                                                |
| 10489 -                | 1985 TJ1     | 15 tháng 10 năm 1985 | Anderson Mesa                      | E. Bowell                                              |
| 10490 -                | 1985 VL      | 14 tháng 11 năm 1985 | Đài thiên văn Brorfelde            | P. Jensen                                              |
| 10491 -                | 1986 QS1     | 27 tháng 8 năm 1986  | La Silla                           | H. Debehogne                                           |
| 10492 -                | 1986 QZ1     | 28 tháng 8 năm 1986  | La Silla                           | H. Debehogne                                           |
| 10493 -                | 1986 QH2     | 28 tháng 8 năm 1986  | La Silla                           | H. Debehogne                                           |
| 10494 -                | 1986 QO3     | 29 tháng 8 năm 1986  | La Silla                           | H. Debehogne                                           |
| 10495 -                | 1986 RD      | 8 tháng 9 năm 1986   | Đài thiên văn Brorfelde            | P. Jensen                                              |
| 10496 -                | 1986 RK      | 11 tháng 9 năm 1986  | Brorfelde                          | P. Jensen                                              |
| 10497 -                | 1986 RQ      | 11 tháng 9 năm 1986  | Brorfelde                          | P. Jensen                                              |
| 10498 Bobgent          | 1986 RG3     | 11 tháng 9 năm 1986  | Anderson Mesa                      | E. Bowell                                              |
| 10499 -                | 1986 RN5     | 7 tháng 9 năm 1986   | La Silla                           | H. Debehogne                                           |
| 10500 Nishi-koen       | 1987 GA      | 3 tháng 4 năm 1987   | Ayashi Station                     | M. Koishikawa                                          |